# Miguel Cicero
Miguel Ángel Cicero Olivares (Ciudad de México, 1973) es un clavecinista mexicano.

## Biografía
Comenzó sus estudios de piano con Rodolfo Maekawa, Monique Rasseti y Néstor Castañeda.
En 1991, ingresó a la Facultad de Música de la UNAM donde estudió clavecín con Luisa Durón
En 1999 viaja a Holanda en donde estudió en el Conservatorio Real de La Haya bajo la guía del clavecinista holandés Jacques Ogg, también fue alumno de música de cámara del flautista Wilbert Hazelzet.
Tomó clases magistrales con Richard Egarr, Gustav Leonhardt y Guido Morini.
Asistió también a cursos y talleres de percusión histórica y tradicional con Pedro Estevan, Layne Redmond, Glen Velez, Andrés Flores Rosas y Francisco Bringas.
Es integrante y fundador del cuarteto barroco ¨Le Mercure¨, con el cual ha realizado grabaciones para Radio Bavaria (Alemania), al igual que ha brindado conciertos en México, Polonia, Alemania y Holanda.
Se ha presentado en Festival Internacional Cervantino de Centro Histórico, el Encuentro Internacional de Música Antigua y en el Festival Internacional de Órgano y Música de Cámara.
Ha tocado bajo continuo con Wieland Kuijken, Carlo Chiarappa (miembro de la Academia Bizantina), Los Tonos Humanos, Scordatura, Son de Madera y Afrojarocho, entre otros. Colaboró en la grabación del disco ¨Il Gardelino¨ de la Camerata Aguascalientes. También participó en el disco ¨Son de mi tierra¨ del grupo ¨Son de Madera¨.
Desde 2009, es profesor de clavecín y bajo continuo así como también del taller de música antigua en el Conservatorio Nacional de Música de México y en Facultad de Música, UNAM.
Fue beneficiario durante las emisiones 2000 y 2001 del Programa de Apoyo para Estudios en el Extranjero del Fondo Nacional para la Cultura y las Artes.